# Mauk Weber
Bartholomeus Maurits „Mauk“ Weber (* 1. März 1914 in Den Haag; † 14. April 1978 ebenda) war ein niederländischer Fußballspieler.

## Karriere

### Verein
Weber begann in der Jugend von ADO Den Haag mit dem Fußballspielen. 1930 rückte er im Alter von 16 Jahren in den Seniorenbereich auf.  Ab 1935 spielte Weber für AGOVV Apeldoorn, von wo er 1937 zu ADO zurückkehrte. Dort beendete er 1939 im Alter von nur 25 Jahren seine Spielerkarriere.

### Nationalmannschaft
Offiziell spielte Weber für die zweite Mannschaft von ADO, als er von Bondscoach Bob Glendenning zur niederländischen Nationalmannschaft eingeladen wurde. Am 14. Juni 1931 gab er sein offizielles Debüt gegen Dänemark. Mit 17 Jahren und drei Monaten ist er nach Jan van Breda Kolff der jüngste niederländische Nationalspieler aller Zeiten.
Mit der „Elftal“ nahm er an der Weltmeisterschaft 1934 in Italien teil und kam an der Seite von Sjef van Run im Achtelfinalspiel gegen die Schweiz zum Einsatz.
Bei der Weltmeisterschaft 1938 in Frankreich stand er ebenfalls im Aufgebot der Niederlande und war Teil der Mannschaft, die im Achtelfinale durch eine 0:3-Niederlage nach Verlängerung gegen die Tschechoslowakei ausschied.
Insgesamt bestritt Weber 27 Länderspiele für die Niederlande, in denen er ohne Torerfolg blieb.